# Всемирная выставка (1906)
Всемирная выставка 1906 в Милане, неофициально «Экспо-1906» (итал. L'Esposizione Internazionale del Sempione, англ. The Great Expo of Work) — всемирная выставка, которая проводилась в городе Милане, Италия с 28 апреля по 11 ноября 1906 года.

## Описание

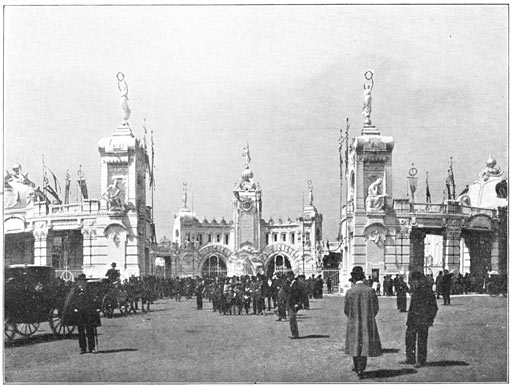
Центральный вход на всемирную выставку Экспо-1906 в Милане

Проведение первой в Италии Всемирной выставки было приурочено к открытию железнодорожного сообщения Париж-Милан и пуску в эксплуатацию в мае 1906 Симплонского тоннеля в Альпах, соединившего Италию и Швейцарию, самому протяжённому на тот момент железнодорожному тоннелю длиной почти 20 километров.
Тема выставки — «Морской и наземный транспорт».
В проведении Экспо-1906 приняли участие, кроме европейских стран, также Китай и Япония.
Площадь выставочных экспозиций составила свыше 100 гектаров.
Выставку посетило около 10 млн человек со всего мира.
Милан стал национальным и международным героем всемирной выставки и показал всему миру растущий промышленный потенциал города, соединённого благодаря Симплонскому тоннелю со многими великими столицами Европы.
На Экспо-1906 было представлено 200 павильонов. На Экспо-1906 в Милане была создана Международная комиссия по гигиене труда, действующая до сих пор. Построен миланский аквариум, функционирующий и в наши дни.